# هالفا (آیووا)
هالفا (به انگلیسی: Halfa) یک منطقهٔ مسکونی در ایالات متحده آمریکا است که در آیووا واقع شده‌است. هالفا ۳۸۸٫۰۲ متر بالاتر از سطح دریا قرار دارد.